# Villaverde
Villaverde è una municipalità di quinta classe delle Filippine, situata nella Provincia di Nueva Vizcaya, nella regione della Valle di Cagayan.
Villaverde è formata da 9 baranggay:
- Bintawan Norte
- Bintawan Sur
- Cabuluan
- Ibung
- Nagbitin
- Ocapon
- Pieza
- Poblacion (Turod)
- Sawmill